# Rut Barkan Markusova
Rut Barkan Markus (2. avgust 1921 — 19. februar 2012) bila je američki filozof i logističar koja je razvila Barkanovu formulu. Bila je pionir u kvantifikaciji modalne logike i teoriji direktne reference, i sprovodila je istraživanja o identitetu, suštini, mogućnosti, verovanju, moralnom konfliktu, kao i o nekim ključnim istorijskim saznanjima. Timoti Viliamson, “Wykeham” profesor logike na Oksford Univerzitetu, sumira njegovo slavlje karijere profesorke Markus govoreći da mnoge od njenih “glavnih ideja nisu samo originalne, i pametne, i lepe, i fascinantne, i uticajne, i izvan svog vremena, već zapravo -On veruje- istinite.”

## Akademska imenovanja
- Profesor filozofije i osnivač predsedničke katedre, Univerzitet Ilions u Čikagu (1962—1970)
- Profesor filozofije, Nortvestern Univerzitet (1970—1973)
- Halek profesor filozofije, Univerzitet Jejl (1973—1991)
- Profesor emerita i viši naučnik istrazivanja, Univerzitet Jejl (1992—2012);
- Gostujući istaknuti profesor, Kalifornijski Univerzitet, Irvin (jedna četvrtina svake godine, 1992-1997)

## Profesionalne kancelarije i usluge
- Predsednik Kancelarijskog Odbora, Američka Filozofska Asocijacija (1976—1983)
- Predsednik, Asocijacija za Simboličku Logiku (1983—1986)
- Predsednik, Internacionalni Institut Filozofije (1989—1992) i Predsednik Honorarija (I dalje)
- Vizor u raznim komitetima za programe i odeljenja
- Radi na raznim editorijalnim tablama

## Filozofija

### Kvantifikaciona Modalna Logika
Rut Barkan Markusovi raniji izdati radovi bili su publikacija prvog aksiomnog učenja modalne logike sa kvantifikacijom. Ova 3 revolucionarna artikla bili su “Funkcionalni Kalkulus prvog reda zasnovan na striktnim implikacijama”, Dnevnik Simboličke logike (JSL, 1946), “Dedukcijska Teorema u Funkcionalnom Kalkulusu prvog reda zasnovanog na striktnim implikacijama”(JSL 1946), “Individualni Identiteti u Striktno Funkcionalnom Kalkulusu Drugog Reda”, (JSL 1947). Tri artikla su izdata pod devojačkim imenom Markusove: Rut C. Barkan. Siroko razmatrana Barkanova formula je predstavljena kao aksiom u QML. Papiri iz 1946 i 1947 bili su prvi sistemi kvantifikacione modalne logike, koji su proširili neke predloge modalnih sistema Klerensa Irvinga Levisa do prvog i drugog reda; ogromno postignuće u razvoju logike 20.veka. Levis daje Markusovoj specijalno priznanje u svojim “Beleskama o Logici Namere”, originalno štampane u Strukturi, Metodici, i Značenju: Eseji u čast Henrija M. Sefera (Nju Jork 1951). Ovde Levis prepoznaje Barkan Markusovu kao prvog logističara koji je uspeo da proširi iskaznu logiku kao logiku namere višeg reda.

### Direktne Reference
Rut Barkan Markusova je predložila sagledanje filozofije jezika prema kojoj su odredjena imena, kako se Markusova izrazila, samo “tagovi”. (“Modularije i Namerni Jezici” (Sinteza 1961) i drugde).
Ovi “tagovi” se koriste za obraćanje objektu, koji je nosilac imena. Značenje imena se smatra iscrpnim od strane ove referencialne funkcije. Ovo sagledanje je u kontrastu, sa npr. pokojnim Bertrand Ruselovom opisnom teorijom pravih imena kao i sa Džon Sirlovim jatom opisnih teorija o imenima , koja je preovladavala u to vreme. Ovo sagledanje pravih imena (prezentovano 1962 sa Kvinijem kao komentatorom) je bilo identifikovano od strane Kventina Smita sa teorijom referenci datom u Sal Kripkovom Imenovanju i Nužnosti. Ipak, u skorašnjem laudatiju za Rut Barkan Markusovu, profesor Timoti Viliamson kaže:
Jedna od ideja u njima koja najvise odzvanja u trenutnoj filozofiji jezika jeste ta o pravim imenima kao obicnim etiketama, bez opisnog sadržaja. Ovo nije Kripkeova ideja o imenima kao krutim oznakama, označavajuci isti objekat sa poštovanjem za sve relevantne svetove, za ‘ukrućene’ odredjene opise da su krute oznake, ali da i dalje imaju opisni sadržaj. Radije, to je ideja, kasnije razvijena od strane Dejvida Kaplana i drugih, da su prava imena direktno referencijalna, u smislu da doprinose samo svojim nosiocima u propozicijama izraženim u rečenicama u kojima se pojavljuju.
Filozofer jezika Stefan Nil se takođe ne slaže sa tvrdnjama profesora Smita iz Times Literary Supplement.

### Neminovnost identiteta
Marcus je formalno dokazala nužnost identiteta 1946. i neformalno se zalagala za njega 1961. godine.

### Semantika QML-a
Marcus preferira tumačenje gde se domen interpretacije sastoji od pojedinačnih subjekata u stvarnom svetu. Takođe, ukazuje na to da su neke alternativne semnatike ograničene. Ona daje argumente protiv 'mogućeg'.

### Moralni sukob
Marcus definiše konzistentan skup moralnih principa, kao onaj u kom postoji neki 'moguć svet' gde je sve principe moguće ispoštovati. Njihovo nepoštovanje nije znak nedoslednosti u stvarnom svetu. Kao i u slučaju neminovnosti identiteta, bilo je otpora prema ovom tumačenju moralnog sukoba. Ona je izložila argumente protiv naširoko prihvaćenog shvatanja da su sistemi moralnih načela neminovno nedosledni.

### Verovanje
Predočeno je da je verovanje sredstvo za moguće stanje pod određenim unutrašnjim i spoljašnjim okolnostima. Pozivanje na već rečene rečenice, tj. citiranje je jedini marker ponašanja u verovanju. Ponašanje klađenja je nešto drugo. Jezik u potpunosti okrenut verovanju se odbija. Gde je sredstvo verovanje u nemoguće, sve dok nemogućnost nije otkrivena. Marcus predlaže da se pod ovim okolnostima kaže da se tvrdilo da se veruje u nemoguće. Na isti način, kada matematičar otkrije da je jedna od njegovih pretpostavki netačna, a pošto ako je matematički netačno, onda je nemoguće on bi rekao da je samo tvrdio da je pretpostavka bila istinita (tačna). Ako kažemo da znamo P, i ispostavi se da je P netačno, ne kažemo da smo ga nekada znali, mi kažemo da smo pogrešili pri tvrdnji.

### Esencijalizam
Aristotelski esencijalizam se bavi osobinama koje Marcus definiše u konteksu modalnih okvira. Jedan predlog je da je svojstvo esencijalno (od suštinskog značaja) ako ga nešto ima, ne ako ga sve ima, ako ga nešto ima onda je nužno. Quine i drugi tvrdili su da je modalna logika i semantika posvećena esencijalnoj istini. Marcus neformalno tvrdi da postoje tumačenja nekih modalnih sistema u kojima su sve esencijalističke tvrdnje netačne. Terens Parsons je kasnije i formalno pokazao ovaj rezultat.

### Substituciona kvantifikacija
Kao alternativa za 'Tashian' (teoretski model) semantika je predložena za neke primene gde su 'istiniti uslovi dati čisto u terminima tačnog bez pojavljivanja domena interpretacije '. Ona pokazuje da je tvrdnja koja semantički vodi do kontradikcije netačna. Takva semantika može biti od interesa za matematiku ili fiktivne analize. Objektna kvantifikacija je potrebna za interpretaciju identiteta i drugih metafizičkih kategorija.

## Nagrade i Priznanja
- Guggenheim Fellow (1952)
- National Science Foundation Fellow (1963)
- Rockefeller Foundation Residency (Bellagio, 1973 and 1990)
- Center for Advanced Study in the Behavioral Sciences (1979)
- University of Edinburgh Fellow, Humanities Institute (1983)
- Wolfson College of Oxford University, Visiting Fellow (1985 and 1986)
- Clare Hall of Cambridge University, Visiting Fellow (1988)
- National Humanities Center, Mellon Fellow (1992–93)
- Fellow of the American Academy of Arts and Sciences(1977)[8]
- Medal of the Collège de France (1986)
- Doctor of Humane Letters, honoris causa, University of Illinois at Chicago (1995)
- Wilbur Cross Medal, Yale University (2000)
- Lauener Prize in Analytic Philosophy, Lauener Foundation, 2007–08.
- Permanent Member of the Common Room, Clare Hall (1986-)
- Phi Beta Kappa (1941)
- Membre, Institut International de Philosophie, Presidente 1989–92, President Honoraire 1992-
- Quinn Prize, American Philosophical Association 2007, for service to the profession
- Dewey Lecture, APA, Dec 2009.

## Knjige
- The Logical Enterprise, ed. with A. Anderson, R. Martin, Yale, 1995
- Logic, Methodology and Philosophy of Science, VII, eds. R. Barcan Marcus et al., North Holland, 1986
- Modalities: Philosophical Essays, Oxford University Press, 1993. Paperback; 1995 (contains many of Marcus's important papers)

## Spoljašnje veze
- Encyclopedia of Jewish Women: Ruth Barcan Marcus
- NY Times Ruth Barcan Marcus, Philosopher-Logician, Dies at 90
- Rut Barkan Markusova на веб-сајту MGP (језик: енглески)